# Hesperantha namaquana
Hesperantha namaquana là một loài thực vật có hoa trong họ Diên vĩ. Loài này được Goldblatt miêu tả khoa học đầu tiên năm 1984.